# سميرش (جيمس بوند)
سميرش (بالإنجليزية:  SMERSH)‏ هي منظمة مُخابرات سوفيتية لمُكافحة التجسس ظهرت في روايات جيمس بوند المُبكرة التي كتبها إيان فليمنج، مثل العميل 007. وتُعد نسخة خيالية من منظمة سميرش الحقيقية، التي كانت موجودة في الفترة من 1943 إلى 1946. يتكون الاسم من كلمتين روسيتين: SMERt 'SHpionam (بالروسية: Смерть Шпионам، Směrť Špionam)، والتي تعني الموت للجواسيس.